# Nagykanizsa
Nagykanizsa (Duits: Großkirchen, Groß-Kanizsa; Turks, historisch: Kanije; Servo-Kroatisch: Velika Kanjiža or Велика Кањижа) is een stad in het zuidwesten van Hongarije met comitaatsrecht. Een andere Hongaarse naam voor de stad is Kanizsa.
De stad krimpt de afgelopen jaren voortdurend. In 2000 had de stad nog 51.000 inwoners, in 2016 was het inwonertal gedaald naar 47 683 inwoners.

## Geboren
- Balázs Berke (1984), voetbalscheidsrechter

## Zustersteden
| - Akko, Israël - Čakovec, Kroatië - Gleisdorf, Oostenrijk - Kazanlak, Bulgarije | - Puchheim, Duitsland - Salo, Finland - Covasna, Roemenië |

## Galerij

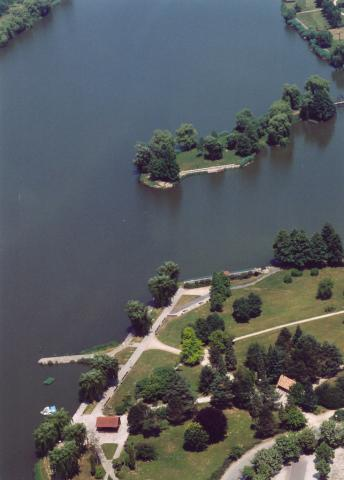
Meer Csonakazo
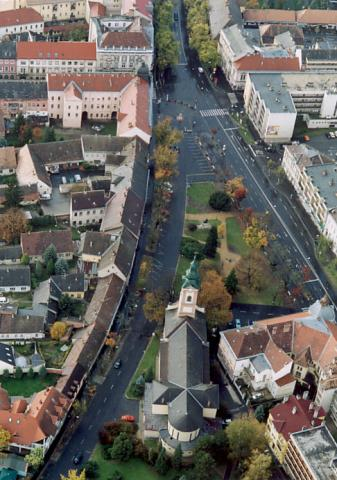
Deakplein
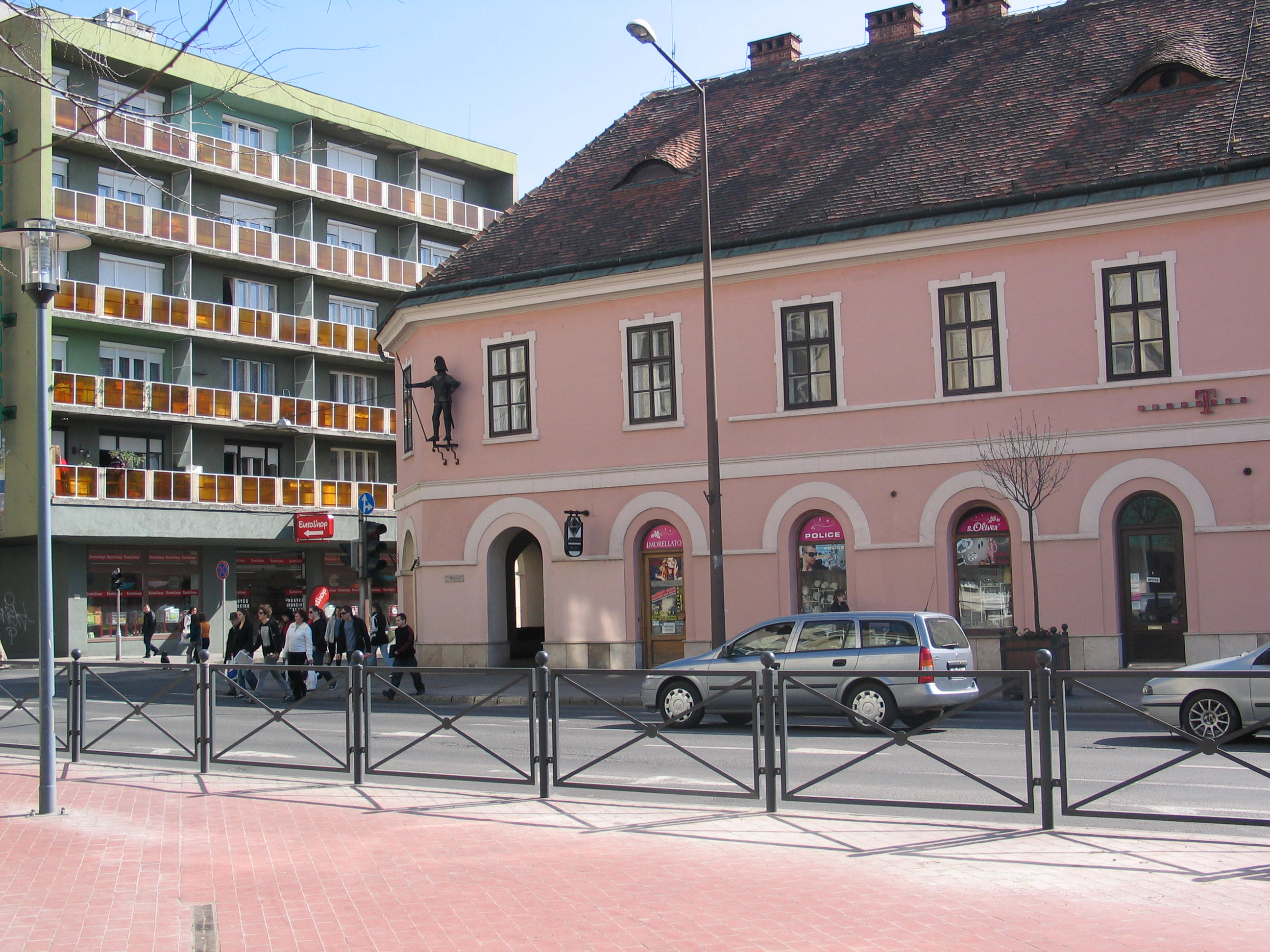
De IJzeren Man
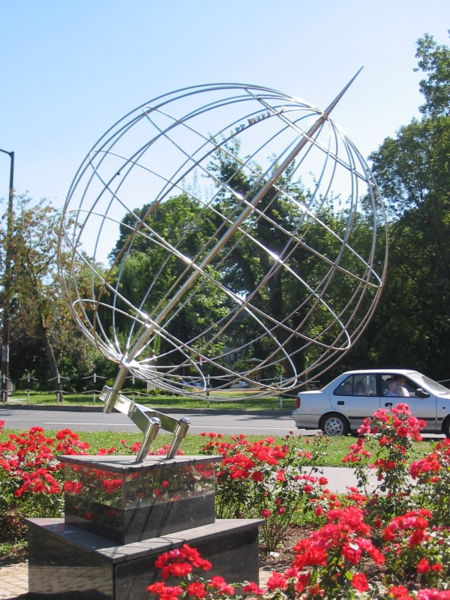
Monument rond de 17 graden longitudinaal
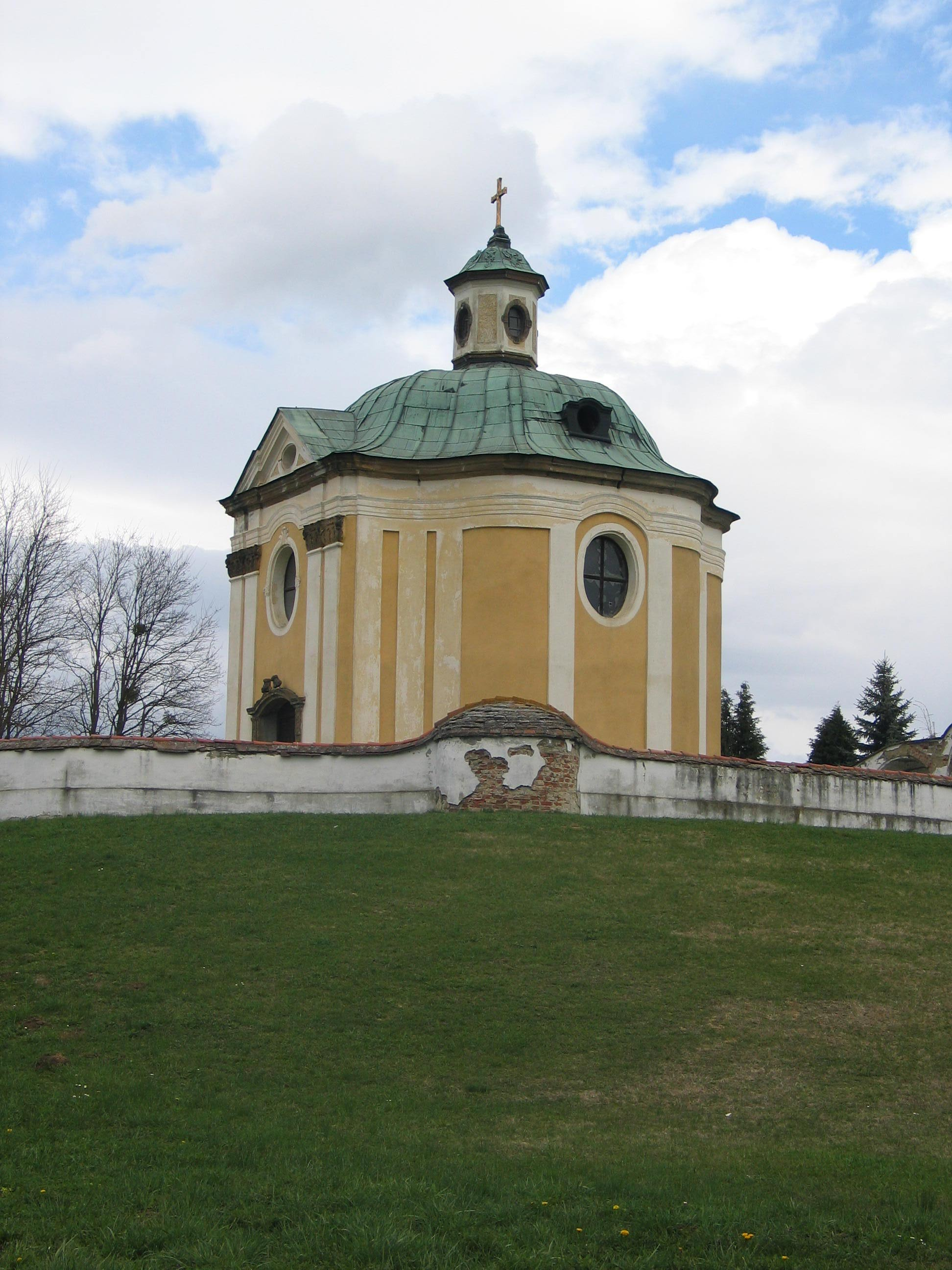
Inkeykapel